# CP Lacertae
CP Lacertae a explodat in 1936 în constelația Lacerta cu magnitudine 2.1 și a revenit la forma inițială în 9 zile cu magnitudine 3.

## Coordonate delimitative
Ascensie dreaptă: 22h 15m 40s.64
Declinație:  +55° 36' 58".3